# Dąbrówka Wielka (Piekary Śląskie)
Dąbrówka Wielka (niem. Groß Dombrowka) − jedna z dzielnic Piekar Śląskich, ośrodek folkloru górnośląskiego. Słynie z tradycyjnych strojów ludowych. 

## Historia
Wieś Dąbrówka Wielka istniała co najmniej od XIII wieku. W 1323 roku wieś została ofiarowana przez księcia Władysława klasztorowi cystersów w Mogile. W XIV wieku na terenie wsi eksploatowano srebronośną rudę ołowiu. Miasto Bytom odkupiło Dąbrówkę Wielką od cystersów w 1538 roku. W XIX wieku na terenie wsi uruchomiono kopalnie cynku i rudy żelaza.
W XX wieku zanotowano zanikanie tradycji noszenia strojów ludowych na całym Śląsku, 
a miejski strój stawał się coraz bardziej popularny. Nie pomogły zachęty w postaci akcji 
mającej na celu ożywienie folkloru bytomskiego, którą rozpoczął w 1910 roku Henckel von Donnersmarck urządzając na zamku w Świerklańcu uroczystości strojów górnośląskich. W 1912 roku zorganizowano procesję ludności z ziemi bytomskiej do klasztoru w Panewnikach, wyłącznie w strojach ludowych. Wśród uczestników była grupa mężczyzn i kobiet z Dąbrówki Wielkiej. 
W 1922 roku weszła w skład państwa polskiego. Od tego roku do 1939 roku należała do powiatu świętochłowickiego. Od 1 kwietnia 1939 roku wchodziła w skład powiatu tarnogórskiego.
W latach 1945−54 siedziba wiejskiej gminy zbiorowej Dąbrówka Wielka.
W 1954 roku Dąbrówka Wielka została gromadą, w 1958 roku osiedlem. W 1973 utraciła samodzielność i weszła w skład Brzezin Śląskich, dwa lata później stała się dzielnicą Piekar Śląskich.
W Dąbrówce znajduje się nieczynny szyb „Rozalia”, który stał się popularnym miejscem rozgrywek ASG (Air soft guns) oraz paintball.
Przez dzielnicę przebiega linia polskich umocnień Obszaru Warownego „Śląsk”. Odcinek tych fortyfikacji stanowił grupę warowną zdolną do samodzielnej obrony (p.o. „Dąbrówka Wielka”).
W 1967 roku na terenie ówczesnego osiedla założono kopalnię Dąbrówka, która działała do około 1989 roku.

## Zabytki

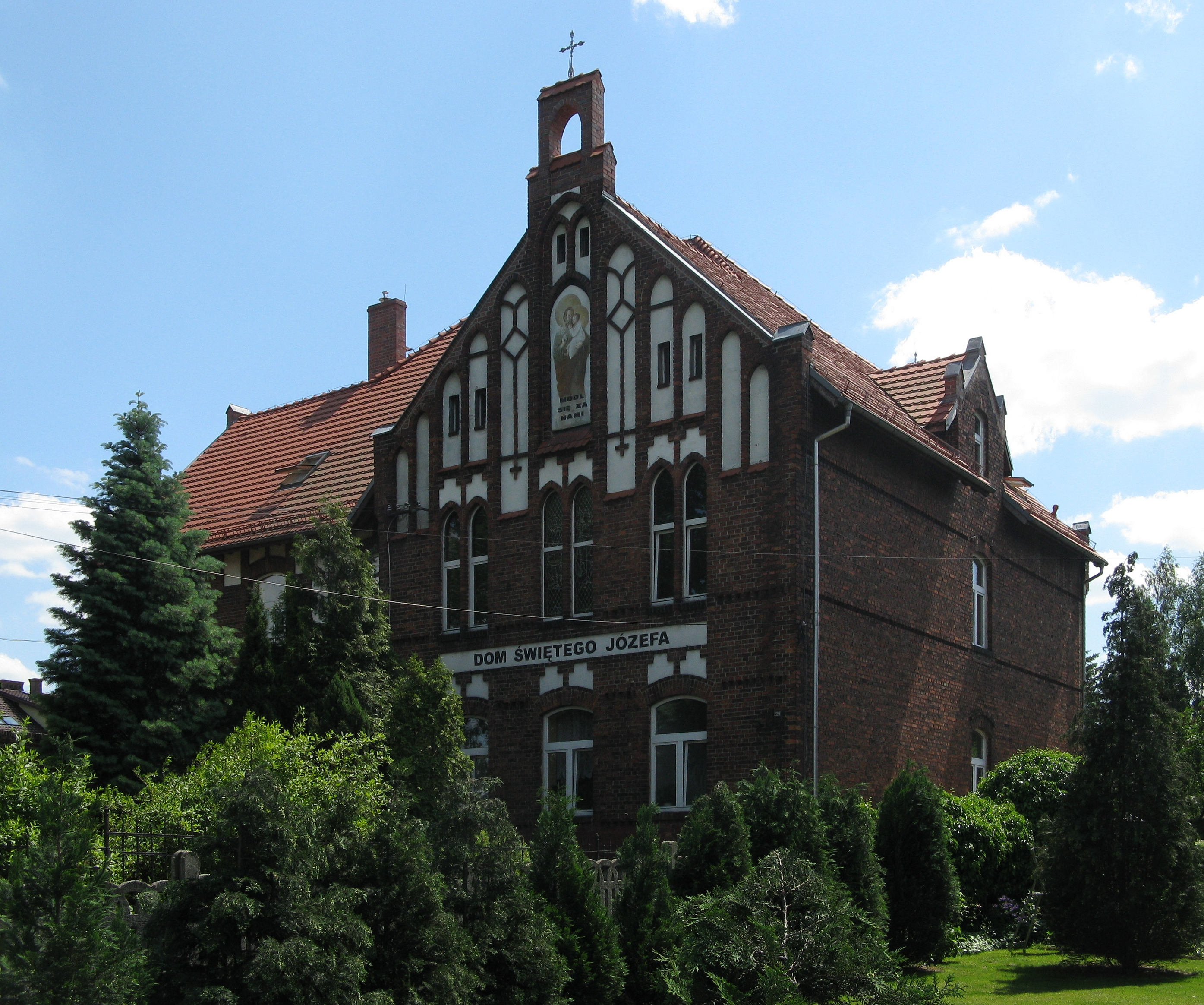
Budynek Zakładu św. Józefa w 2018 roku

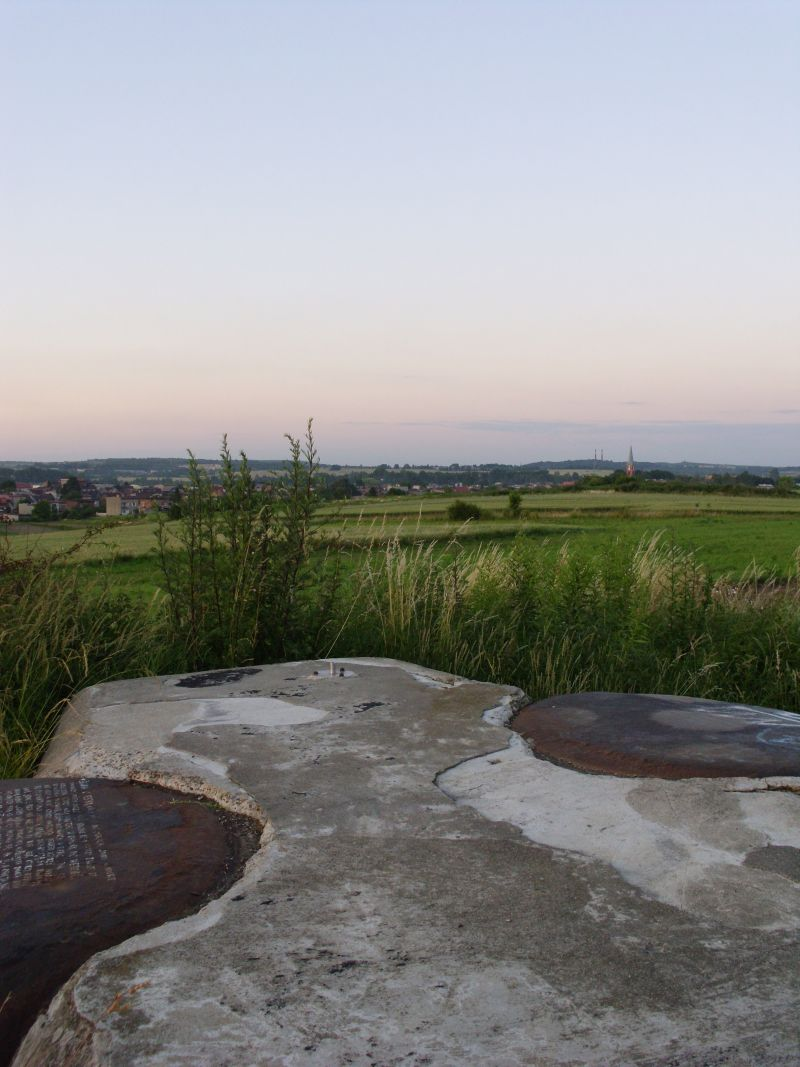
Nietypowy schron bojowy z dwiema półkopułami. Jedyna tego typu budowla Obszaru Warownego „Śląsk”. W tle widok na Dąbrówkę Wielką

W Dąbrówce Wielkiej znajdują się zabytkowe budynki:
- kościół Matki Bożej Wspomożenia Wiernych
- kaplica św. Antoniego w Dołkach
- budynek Zakładu św. Józefa
- budynek dawnego młyna, tzw. Młyn Reszki, przy ul. gen. J. Sadowskiego 10 (nr rej. A/587/2019 z 16 grudnia 2019[2])

## Sport i kultura
W Dąbrówce Wielkiej działa Klub Sportowy "Orkan" Dąbrówka Wielka. Prezesem jest Dariusz Painta. Trenerem pierwszej drużyny na dzień 18.11.2016 r. jest Andrzej Jęczek. Na terenie Dąbrówki Wielkiej działa chór im. „Dąbrówki”, pod dyrygenturą pani Anny Goj. Zajęcia w Domu Parafialnym w poniedziałki i czwartki o 18.45.

## Znane osoby pochodzące z Dąbrówki Wielkiej
- abp Józef Kupny − arcybiskup metropolita wrocławski
- Stanisław Korfanty − były prezydent Piekar Śląskich
- Alfred Gazda − piłkarz Polonii Bytom i Stali Mielec
- Jerzy Wójcik − choreograf, folklorysta, tancerz Zespołu Pieśni i Tańca „Śląsk”, po Stanisławie Hadynie dyrektor artystyczny zespołu
- Paweł Wójcik − działacz harcerski i niepodległościowy
- o. Ansgary Tomasz Malina OFM − franciszkanin, kaznodzieja i kompozytor
- Paweł Wieczorek – piłkarz (Polonia Bytom)
- Bartłomiej Płonka – powstaniec śląski, działacz plebiscytowy, poseł na Sejm Śląski